# Брајан Фери
Брајан Фери (енгл. Bryan Ferry; Вашингтон, 26. септембар 1945) енглески је певач, текстописац и музичар. Постао је познат као члан музичке групе Roxy Music, а касније је започео и соло каријеру током које је издао 16 студијских албума.

## Каријера

### Roxy Music
Заједно са групом пријатеља, Фери је основао групу Roxy Music новембра 1970. године. Virginia Plain је била прва хит песма групе која је достизала прва места на топ листама. Објавили су прераду песме Jealous Guy Џона Ленона 1981. године као одавање почасти Ленону убијеном два месеца раније. Песма је достигла 1. место на листи у УК. За време у бенду Фери је објавио пет соло студијских албума, а 1983. године је одлучио да се у потпуности посвети соло каријери.
Године 2001. бенд се поново окупио да би прославио 30 година од оснивања и започели концертну турнеју.

### Соло каријера
Феријев шести студијски албум Boys and Girls достигао је 1. место у УК 1985. године. Водећи сингл са албума био је Slave to Love који је такође доживео велики комерцијални успех. Фери је објавио још неколико албума који су били колико-толико успешни, а истовремено је певао на турнејама. Наступао је и у Београду у Сава центру 7. октобра 2007. године, а годину дана раније са својим бендом Roxy Music.

## Дискографија

### Студијски албуми
- (1973)
- (1974)
- (1976)
- (1977)
- (1978)
- (1985)
- (1987)
- (1993)
- (1994)
- (1999)
- (2002)
- (2007)
- (2010)
- (2012)
- (2014)
- (2018)
- Loose Talk (2025)

## Наступи у Србији
| Датум               | Место   | Простор          | Напомене             | Изв.        |
| ------------------- | ------- | ---------------- | -------------------- | ----------- |
| 16. јул 2006.       | Београд | Сава центар      | са групом Roxy Music | [ 4 ] [ 5 ] |
| 7. октобар 2007.    | Београд | Сава центар      | —                    | [ 2 ] [ 3 ] |
| 20. септембар 2011. | Београд | Београдска арена | —                    | [ 6 ]       |
| 7. септембар 2018.  | Београд | Београдска арена | —                    | [ 7 ] [ 8 ] |